# Monte Argentario
Monte Argentario es un municipio disperso italiano, y península de la provincia de Grosseto, en la Toscana. Su población en 2006 era de 13.062 habitantes, con una superficie de 60,29 km².

## Edificios y monumentos

### Monumentos religiosos
- Convento dei Passionisti, primer convento de los Pasionistas, fundado por San Pablo de la Cruz el 22 de noviembre de 1720.
- Noviziato de San Giuseppe.

## Evolución demográfica
| Gráfica de evolución demográfica de Monte Argentario entre 1861 y 2001 |
|                                                                        |
| Fuente ISTAT - elaboración gráfica de Wikipedia                        |